# ريتشارد همر
ريتشارد همر هو سياسي ألماني، ولد في 7 فبراير 1897 في دارمشتات في ألمانيا، وتوفي بنفس المكان في 3 أكتوبر 1969. نشط حزبياً في الحزب الديمقراطي الحر. وقد انتخب عضو في برلمان هسن ‏ وانتخب عضو في البوندستاغ الألماني خلال فترته النيابية ‏ (7 سبتمبر 1949 – 7 سبتمبر 1953).

## وصلات خارجية
- ريتشارد همر على موقع مونزينجر (الألمانية)